# 卡梅倫 (加利福尼亞州門多西諾縣)
卡梅倫（英語：Cameron）是位於美國加利福尼亞州門多西諾縣的一個非建制地區。該地的面積和人口皆未知。

## 地理
卡梅倫的座標為39°16′21″N 123°33′16″W / 39.27250°N 123.55444°W，而該地的平均海拔高度為437米（即1434英尺）。